# Zosel Dam

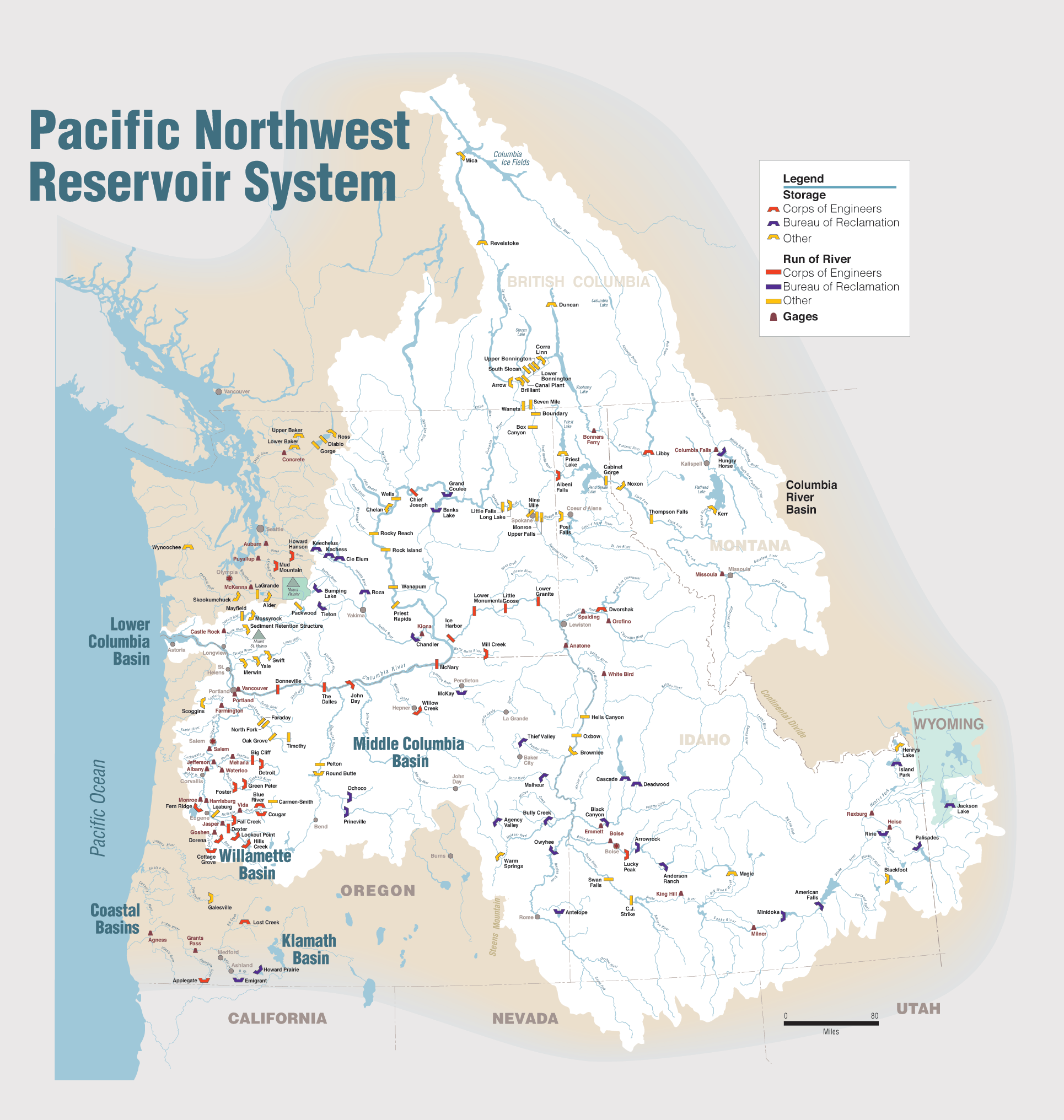
Das Flusssystem im Pazifischen Nordwesten

Der Zosel Dam ist ein Staudamm im Okanogan County im US-Bundesstaat Washington. Er staut den Okanogan River und bildet so den Osoyoos Lake. Der Damm wurde als Teil der größeren Osoyoos Lake International Water Control Structure gebaut, einem Joint-venture des Washington State Department of Ecology und des British Columbia Ministry of the Environment. Der Damm wurde von der kanadischen Firma Acres International Limited konstruiert und von der US-amerikanischen Firma Rognlins Inc gebaut.